# Arthur Emyr
Pour les articles homonymes, voir Emyr et Jones.
Pas d'image ? Cliquez ici

a Compétitions nationales et continentales officielles uniquement.

b Matchs officiels uniquement.
Dernière mise à jour le 22 avril 2023.
Arthur Emyr Jones, généralement connu sous le nom d'Arthur Emyr, né le 27 juillet 1962 à Bangor au pays de Galles, est un international gallois de rugby à XV. Il joue comme ailier pour le Swansea RFC, où il devient le meilleur marqueur d'essais, et pour le Cardiff RFC. Il joue aussi pour le David Hughes Rugby First XV, le Menai Bridge Rugby Club et l'université d'Aberystwyth.

## Biographie
Arthur Emyr est né à Bangor au pays de Galles. Il est sélectionné treize fois avec l'équipe nationale du pays de Galles et marque quatre essais entre 1989 et 1991. Il est élu joueur de rugby gallois de l'année 1990. Il est sélectionné dans l'équipe galloise pour la Coupe du monde 1991.
À sa retraite de joueur, il fait la une dans les médias, en devenant présentateur sportif à la télévision, puis responsable des sports à la BBC Wales entre 1994 et 2001,, avant de rejoindre le gouvernement gallois en tant que responsable des événements majeurs.